# Papa Lleó II
Lleó II, nascut a Aidone (Cittadella Morgantina, Sicília) o a Piana di Gioia Tauro, a la Reggio de Calàbria, i mort a Roma el 3 de juliol del 683, va ser Papa de l'Església Catòlica del 17 d'agost de 682 fins a la seva mort 683. És un dels papes del papat bizantí. Descrit per un biògraf contemporani com a just i savi, és commemorat com a sant al martirologi romà el 28 de juny.

## Biografia
Lleó era sicilià per naixement fill d'un home anomenat Paolo Manejo, un metge famós. Podria ser que fos un dels molts clergues sicilians que van anar a Roma a causa dels atacs del califat a Sicília a mitjans del segle vii. Lleó era conegut per ser un predicador eloqüent que estava interessat en la música, i destacat per la seva caritat vers els pobres.

### Papat
El papa Agató I va morir el 18 de gener de 681, sent Lleó elegit pocs dies després, havent-se d'encarregar de tancar el sisè Concili Ecumènic. Tanmateix, la seva consagració no es produí fins més d'un any després, el 17 d'agost de 682, ja que l'emperador romà d'Orient Constantí IV no confirmà l'elecció fins que es va anul·lar l'excomunió que l'esmentat concili havia decretat sobre el papa Honori I per la seva defensa del monotelisme. no va ser consagrat bisbe fins al 17 d'agost del 682. Constantí IV havia promès a Agató abolís o reduir l'impost que pagaven els papes al tresor imperial en el moment de la seva consagració, una política imperial que havia estat vigent durant gairebé un segle.
El breu pontificat de Lleó no el va permetre realitzar moltes coses. Notablement, confirmà les actes del Sisè Concili Ecumènic (680-681) contra el monotelisme. Després que Lleó hagués notificat a l'emperador que els decrets del concili havien estat confirmats, va fer que la gent d'occident ho sabés. En cartes escrites al rei visigot Ègica, bisbes i nobles, explicà que el concili tenia efecte, i reclamà als bisbes a subscriure els decrets. Durant el concili, el papa Honori I va ser anatemitzat per tolerar el monotelisme. A Lleó li va costar grans esforços aclarir que condemnava Honori, no perquè Honori ensenyés heretgia, sinó perquè no va oposar-se prou activament. D'acord al mandat papal, se celebrà un sínode a Toledo (684) en el que s'acceptà el Tercer Concili de Constantinoble.
Durant el seu pontificat va posar fi al conflicte que enfrontava al papat amb el bisbat de Ravenna, el qual no reconeixia la supremacia papal partint d'un decret dictat per l'emperador romà d'Orient Constant II que establia que els bisbes de l'esmentada ciutat no necessitaven ser consagrats pel Papa, abolint la taxa que havia estat costum pagar quan rebien el pal·li. En una aparent resposta als atacs dels llombards, Lleó traslladà les relíquies d'alguns màrtirs des de les catacumbes a les esglésies dins dels murs de la ciutat. Dedicà dues esglésies, la de Sant Pau i la de Sant Sebastià i Sant Jordi. Lleó també reformà el cant gregorià i compongué diversos himnes sacres per a l'Ofici Diví-

### Mort
Lleó va morir el 28 de juny de 683, sent succeït per Benet II. Originalment va ser enterrat al seu propi monument; però uns anys després de la seva mort, les seves restes van ser dipositades en una tomba que contenia els quatre primers dels seus homònims papals.